# Euproctus
Euproctus är ett släkte av groddjur som ingår i familjen salamandrar.
Dessa salamandrar förekommer på Korsika och Sardinien.
Arter enligt Catalogue of Life:
- Euproctus montanus
- Euproctus platycephalus